# Syngnathus scovelli
Syngnathus scovelli — вид морських іглиць, що мешкає в західній частині Атлантики від північно-західної Флориди і північної Мексиканської затоки до карибського узбережжя Центральної та Південної Америк, але відсутній біля Кариб. Морська / солонуватоводна/ прісноводна тропічна демерсальна риба, що сягає 18,3 см довжиною.